# One Million Checkboxes
One Million Checkboxes – gra przeglądarkowa stworzona przez amerykańskiego programistę Nolena Royalty’ego, uruchomiona 26 czerwca 2024 roku. Składała się ona z miliona pól do zaznaczania, które mogły być włączane, jak i wyłączane. Użytkownicy widzieli wszelkie zmiany w grze na żywo. 11 lipca 2024 roku twórca gry zapowiedział jej wyłączenie, ponieważ wszystkie pola zostały zaznaczone. Tydzień po uruchomieniu gry twórca oszacował liczbę unikalnych użytkowników na 400 tysięcy.
Gra została stworzona w Pythonie w ciągu dwóch dni. Strona zyskała popularność na tyle, że twórca nie nadążał z wykupywaniem dodatkowej infrastruktury do utrzymania ruchu. Była także popularna w sieciach społecznościowych takich jak Twitter, Mastodon oraz na agregatorach linków takich jak Hacker News. Kilka dni po uruchomieniu grę przepisano na język Go.